# بیماری ناشی از کاهش ناگهانی فشار
بیماری ناشی از کاهش ناگهانی فشار یا بیماری رفع فشار (به انگلیسی: Decompression Sickness) یا بیماری غواصان عارضه‌ای است که بدن انسان پس از قرار گرفتن در فضائی پرفشار و سپس ورود سریع به فضای کم فشار، دچار آن شده و با اختلالاتی روبرو می‌شود.در این بیماری نکروز ایسکمیک فراوان در سر فمور فرد مشهود است.

## علت
بیماری رفع فشار یا فشار کاهی (D C S) هنگامی رخ می‌دهد که نیتروژن به شکل حباب‌های موجود در جریان خون درآمده که به دلیل توقف بیش از حد طولانی زیر آب یا به سطح آمدن با سرعتی بیش از حد رخ دهد. معمولاً علایم D C S با تأخیر پس از غواصی بروز می‌کند.
طبق قانون هنری میزان حلالیت هر گاز در مایع در تماس با آن وابسته به فشار آن گاز است لذا وقتی غواص در معرض فشاری چندین برابر فشار جو قرار می‌گیرد، مقدار قابل توجهی هوا و ازجمله نیتروژن که گازی خنثی است، به شکل محلول وارد خون می‌گردد. حال با کاهش سریع فشار مثل وقتی که فرد از عمق بیش از ده متری خیلی سریع به سطح آب برگردد، نیتروژن محلول در خون به شکل گازی درآمده و حبابهایی را در درون جریان خون تشکیل می‌دهد که به ان آمبولی گاز می‌گویند. این حباب‌ها می‌توانند در عروق ریز نقاط مختلف بدن به دام افتاده و موجب انسداد آن عروق گردند و لذا این بیماری دارای انواع زیادی است که وابسته به محل انسداد رگ می‌باشد و علایم ان بسیار متنوع است.

## عوامل افزایش دهنده
عوامل فیزیولوژیکی زیر خطر ابتلا به بیماری رفع فشار را افزایش می‌دهد:
- چربی – این بافت نگهدارنده مقدار زیادی نیتروژن برای مدتی طولانی بعد از یک غواصی می‌باشد.
- سن – نارسایی در گردش خون و دستگاه تنفسی نیز می‌توانند سیستم حمل و نقل نیتروژن و دفع آن از بدن را مختل نماید.
- کم‌آبی—کمی آب بدن باعث غلظت خون شده و می‌تواند حمل نیتروژن را با مشکل مواجه سازد.
- جراحات و بیماری – روند طبیعی گردش خون ممکن است تغییر کرده باشد
- الکل—قبل یا بعد از غواصی روند طبیعی گردش خون را تغییر می‌دهد.
- خستگی
- تمرینها و ورزش شدید در طول یا پس از غواصی.

## انواع
انواع مختلف از بیماری تراکم زدایی وجود دارد:
نوع عضلانی اسکلتی - عمدتاً مفاصل بزرگ مثل زانو، آرنج، بازو و ران را مبتلا می‌سازد و با دردهای شدید در طی حرکت این مفاصل نمایان می‌گردد.
نوع پوستی - به صورت خارش، درد و تغییر رنگ پوست و گاهی ادم گوده گذار (ورم خمیر مانند) دیده می‌شود.
نوع عصبی - خود بر دو نوع است. نوع مغزی که با علایم اختلال در سطح هوشیاری مثل خواب آلودگی و اختلال در محتوای هوشیاری مثل منگی نمایان می‌گردد. سایر علایم این نوع، تشنج، اختلال دید و حافظه است. نوع دوم نوع نخاعی است که به صورت اختلال در راه رفتن، فلج اندام‌ها، عدم کنترل ادرار و مدفوع خود را نشان می‌دهد.
نوع گوشی دهلیزی - گوش داخلی و دهلیز گوش گرفتار است و علایم به صورت سرگیجه، استفراغ، وزوز گوش و ناشنوایی می‌باشد.
نوع ریوی - سرفه خشک، درد قفسه سینه و تنگی نفس از علایم انست.
نوع سرشتی - نوعی است که کل بدن را گرفتار می‌سازد و علایم اختصاصی ندارد. از شکایات بیمار می‌توان خستگی بدون توجیه، احساس ناخوشی، دردهای مبهم و سردرد را نام برد.

## پیش‌گیری
عدم تجاوز از محدوده عمق و زمان مجاز در غواصی با استفاده از برنامه‌ریز غواصی تفریحی یا رایانه‌های مدرن غواصی که بر اساس الگوی مدرج کاهنده حباب RGBM حداکثر عمق و مدت زمان مجاز باقی ماندن در عمق را محاسبه می‌کنند.

## درمان
درمان با انجام فشار برداری و فقط زیر نظر پزشک امکان‌پذیر است. درمان با اکسیژن ۱۰۰٪های پر باریک است.